# 1,3,5-苯三甲醛
1,3,5-苯三甲醛是一种有机化合物，化学式为C9H6O3。它可由均苯三甲酸酯化后经氢化铝锂还原、氯铬酸吡啶氧化制得。它和丙二腈在催化下反应，可以得到1,3,5-三(2,2-二氰基乙烯基)苯。